# Proichthydiidae
Proichthydiidae är en familj av djur. Proichthydiidae ingår i ordningen Chaetonotida, fylumet bukhårsdjur och riket djur. I familjen Proichthydiidae finns 2 arter.
Kladogram enligt Catalogue of Life:
| Proichthydiidae | \| \| Proichthydioides \| \| \| \| \| \| Proichthydium \| \| \| \| |
|                 | \| \| Proichthydioides \| \| \| \| \| \| Proichthydium \| \| \| \| |
|                 | Chaetonotidae                                                      |
|                 |                                                                    |
|                 | Dasydytidae                                                        |
|                 |                                                                    |
|                 | Dichaeturidae                                                      |
|                 |                                                                    |
|                 | Neodasyidae                                                        |
|                 |                                                                    |
|                 | Neogosseidae                                                       |
|                 |                                                                    |
|                 | Xenotrichulidae                                                    |
|                 |                                                                    |
|                 | Proichthydioides                                                   |
|                 |                                                                    |
|                 | Proichthydium                                                      |
|                 |                                                                    |

|  | Proichthydioides |
|  |                  |
|  | Proichthydium    |
|  |                  |